# Sainte-Marie-de-Vaux
Sainte-Marie-de-Vaux é uma comuna francesa na região administrativa da Nova Aquitânia, no departamento de Alto Vienne. Estende-se por uma área de 5,55 km². Em 2010 a comuna tinha 209 habitantes (densidade: 37,7 hab./km²).